# Božo Musa
Božo Musa (ur. 15 września 1988 w Širokim Brijegu) – bośniacki piłkarz chorwackiego pochodzenia występujący na pozycji obrońcy w NK Široki Brijeg.

## Kariera klubowa
Grę w piłkę nożną rozpoczął w wieku 9 lat w klubie NK Široki Brijeg z rodzinnego miasta Široki Brijeg. W 2007 roku rozpoczął karierę na poziomie seniorskim w HNK Zmaj Makarska (3. HNL). W pierwszej połowie sezonu 2009/10 występował na tym samym poziomie rozgrywkowym w zespole NK Jadran Luka Ploče. Wiosną 2010 roku był graczem NK Croatia Sesvete, gdzie zaliczył 1 mecz w 1. HNL w przegranym 0:6 spotkaniu z Dinamem Zagrzeb. W latach 2010–2011 grał w trzecioligowych zespołach NK Neretva Metković i NK Vrapče oraz w czwartoligowym klubie liga NK Vinjani.
Na początku 2012 roku podpisał umowę z RNK Split, dla którego rozegrał 2 spotkania w chorwackiej ekstraklasie. W sezonie 2012/13 był piłkarzem bośniackiego HNK Branitelj (Prva Liga FBiH), gdzie zaliczył 23 mecze i zdobył 3 bramki. Latem 2013 roku został graczem NK Zagreb. Rok później awansował z tym klubem do 1. HNL. Na początku 2016 roku z powodu znacznych zaległości finansowych wobec zawodników rozwiązał swój kontrakt i przeniósł się do NK Slaven Belupo. W barwach tego zespołu rozegrał 90 ligowych spotkań i dotarł do finału Pucharu Chorwacji 2014/15, gdzie Slaven uległ 1:2 Dinamo Zagrzeb.
W styczniu 2019 roku podpisał dwuipółletnią umowę z Miedzią Legnica prowadzoną przez Dominika Nowaka. 8 lutego zadebiutował w Ekstraklasie w przegranym 0:3 meczu z Jagiellonią Białystok, w którym wszedł na boisko za Pawła Zielińskiego. W rundzie wiosennej sezonu 2018/19 występował jako podstawowy zawodnik i rozegrał 12 spotkań, a Miedź po zajęciu przedostatniego miejsca w tabeli spadła do I ligi.

## Kariera reprezentacyjna
W 2009 roku otrzymał powołanie na konsultację szkoleniową reprezentacji Bośni i Hercegowiny U-21.

## Życie prywatne
Urodził się w Širokim Brijegu na terenie Hercegowiny w boszniacko-chorwackiej rodzinie. Posiada obywatelstwo Bośni i Hercegowiny i Chorwacji.